# Vallons forestiers, rivières, ruisseaux, milieux humides et temporaires de la forêt de Chaux
Vallons forestiers, rivières, ruisseaux, milieux humides et temporaires de la forêt de Chaux este o arie protejată (sit de importanță comunitară — SCI) din Franța întinsă pe o suprafață de 2.034 ha, integral pe uscat.

## Localizare
Centrul sitului Vallons forestiers, rivières, ruisseaux, milieux humides et temporaires de la forêt de Chaux este situat la coordonatele 47°04′18″N 5°39′08″E / 47.07167°N 5.65222°E.

## Înființare
Situl Vallons forestiers, rivières, ruisseaux, milieux humides et temporaires de la forêt de Chaux a fost declarat arie specială de conservare în baza directivei 92/43 din 1992 referitoare la conservarea habitatelor naturale și a faunei și florei sălbatice pentru a proteja 1 specie de plante și 18 specii de animale.

## Biodiversitate
Situată în ecoregiunea continentală, aria protejată conține 10 habitate naturale: Pajiști uscate seminaturale și facies de acoperire cu tufișuri pe substraturi calcaroase (Festuco-Brometalia) (* situri importante pentru orhidee), Păduri de fag Luzulo-Fagetum, Păduri de stejar sau de stejar și carpen sub-atlantice și medio-europene de Carpinion betuli, Păduri de fag Asperulo-Fagetum, Lacuri eutrofice naturale cu vegetație de tip Magnopotamion sau Hydrocharition, Fânețe de joasă altitudine (Alopecurus pratensis, Sanguisorba officinalis), Cursuri de apă de la nivel de câmpie la nivel montan, cu vegetație Ranunculion fluitantis și Callitricho-Batrachion, Păduri acidofile de stejar bătrân cu Quercus robur pe câmpii nisipoase, Păduri aluvionare cu Alnus glutinosa și Fraxinus excelsior (Alno-Padion, Alnion incanae, Salicion albae), Peșteri inaccesibile publicului.
La baza desemnării sitului se află mai multe specii protejate:
- plante (1): mușchi (Dicranum viride)
- amfibieni (2): izvoraș-cu-burta-galbenă (Bombina variegata), triton cu creastă (Triturus cristatus)
- mamifere (9): liliac cârn (Barbastella barbastellus), castor (Castor fiber), liliac cu aripi lungi (Miniopterus schreibersii), liliac cu urechi mari (Myotis bechsteinii), liliac cu urechi de șoarece (Myotis blythii), liliac cărămiziu (Myotis emarginatus), liliac comun (Myotis myotis), liliacul mare cu potcoavă (Rhinolophus ferrumequinum), liliacul mic cu potcoavă (Rhinolophus hipposideros)
- nevertebrate (4): Austropotamobius pallipes, Euplagia quadripunctaria, rădașcă (Lucanus cervus), Unio crassus
- pești (3): zglăvoacă (Cottus gobio), cicar (Lampetra planeri), Parachondrostoma toxostoma

Pe lângă speciile protejate, pe teritoriul sitului au mai fost identificate 17 specii de plante, 15 specii de păsări, 10 specii de amfibieni, 15 specii de mamifere, 2 specii de nevertebrate, 3 specii de pești, 8 specii de reptile.